# Bolívia az 1972. évi nyári olimpiai játékokon
Bolívia az NSZK-beli Münchenben megrendezett 1972. évi nyári olimpiai játékok egyik részt vevő nemzete volt. Az országot az olimpián 3 sportágban 11 sportoló képviselte, akik érmet nem szereztek.

## Atlétika
Férfi
| Versenyző       | Versenyszám | Előfutam | Előfutam | Előfutam | Negyeddöntő | Negyeddöntő | Negyeddöntő | Elődöntő | Elődöntő | Elődöntő | Döntő         | Döntő         |
| Versenyző       | Versenyszám | Idő      | Hely.    | Össz.    | Idő         | Hely.       | Össz.       | Idő      | Hely.    | Össz.    | Idő           | Helyezés      |
| --------------- | ----------- | -------- | -------- | -------- | ----------- | ----------- | ----------- | -------- | -------- | -------- | ------------- | ------------- |
| Lionel Caero    | 100 m       | 11,19    | 7.       | 81.      | kiesett     | kiesett     | kiesett     | kiesett  | kiesett  | kiesett  | kiesett       | kiesett       |
| Crispin Quispe  | 10 000 m    | 32:31,8  | 15.      | 46.      |             |             |             |          |          |          | kiesett       | kiesett       |
| Crispin Quispe  | Maraton     |          |          |          |             |             |             |          |          |          | 3:07:22       | 61.           |
| Ricardo Condori | Maraton     |          |          |          |             |             |             |          |          |          | 2:56:11       | 58.           |
| Juvenal Rocha   | Maraton     |          |          |          |             |             |             |          |          |          | nem ért célba | nem ért célba |

| Versenyző    | Versenyszám | Selejtező | Selejtező | Döntő    | Döntő    |
| Versenyző    | Versenyszám | Eredmény  | Helyezés  | Eredmény | Helyezés |
| ------------ | ----------- | --------- | --------- | -------- | -------- |
| Lionel Caero | Távolugrás  | 677 cm    | 34.       | kiesett  | kiesett  |

## Lovaglás
Díjugratás
| Versenyző             | Ló           | Versenyszám | 1. forduló | 1. forduló | 2. forduló | 2. forduló | Összesen | Összesen |
| Versenyző             | Ló           | Versenyszám | Pont       | Hely.      | Pont       | Hely.      | Pont     | Helyezés |
| --------------------- | ------------ | ----------- | ---------- | ---------- | ---------- | ---------- | -------- | -------- |
| Roberto Nielsen-Reyes | Conquistador | Egyéni      | 12,00      | 22.        | kiesett    | kiesett    | 12,00    | 22.      |

## Sportlövészet
Nyílt
| Versenyző          | Versenyszám       | Pont | Helyezés |
| ------------------ | ----------------- | ---- | -------- |
| Jaime Sánchez      | Szabadpisztoly    | 514  | 53.      |
| Eduardo Arroyo     | Sportpuska, fekvő | 575  | 94.      |
| Fernando Inchauste | Sportpuska, fekvő | 580  | 86.      |
| Ricardo Roberts    | Trap              | 156  | 54.      |
| Armando Salvietti  | Trap              | 179  | 36.      |
| Armando Salvietti  | Skeet             | 161  | 60.      |
| Carlos Asbun       | Skeet             | 162  | 59.      |